# Cabells castanys

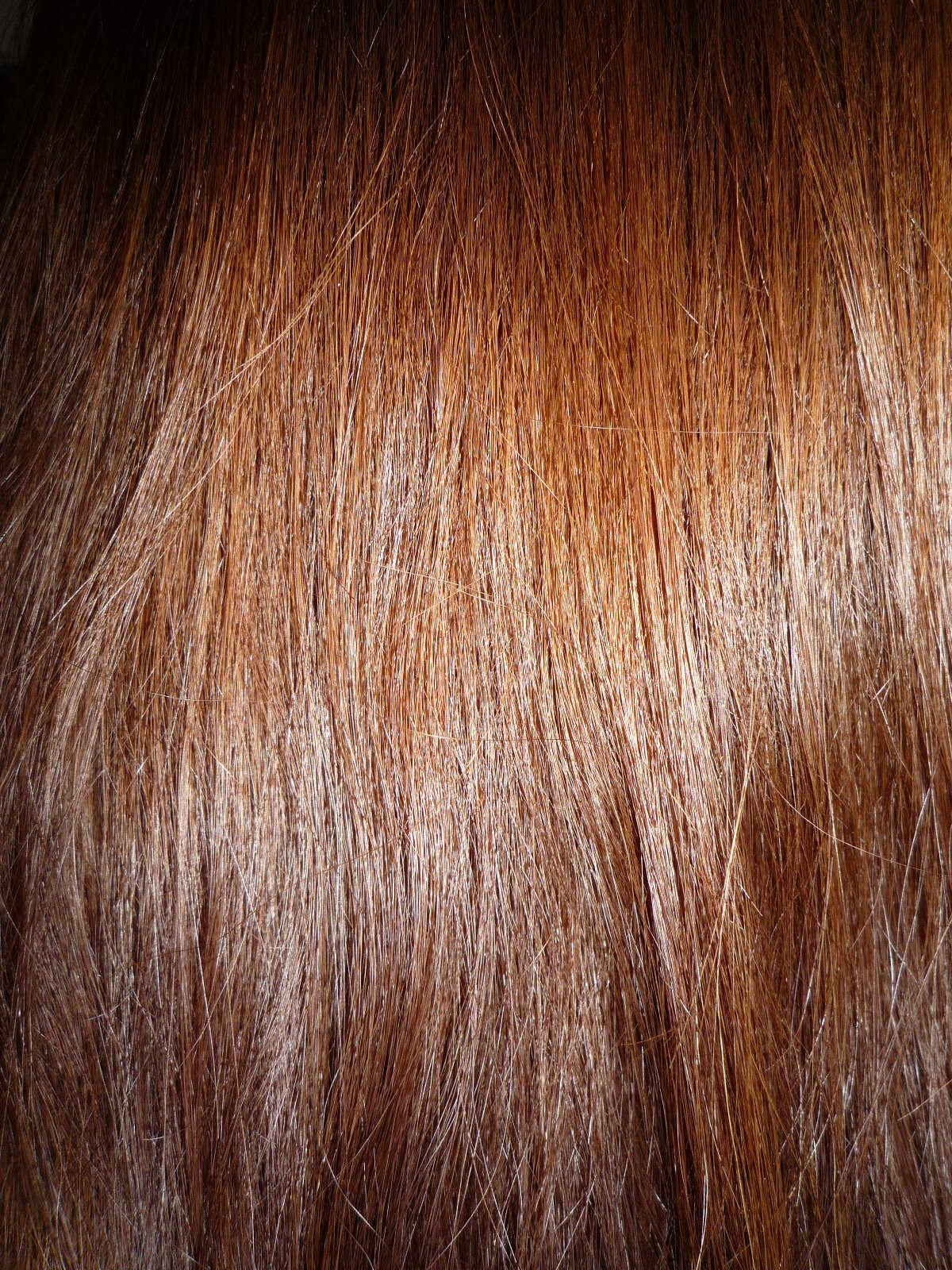
Una visió propera dels cabells castanys

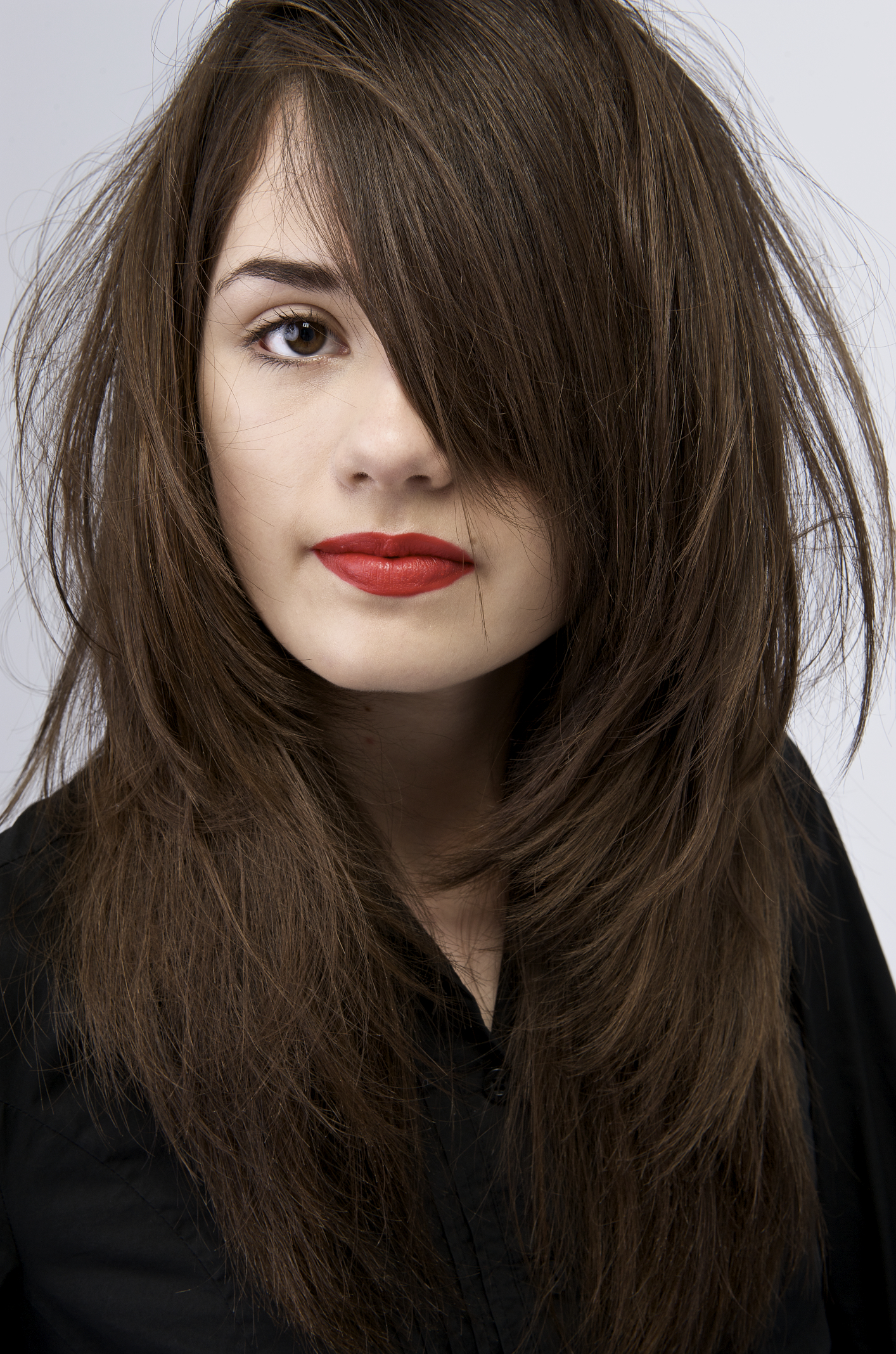
Dona amb els cabells castanys

Els cabells castanys o cabells marrons es defineixen com totes aquelles tonalitats de color de cabells entre el ros fosc i el negre.
El castany és el segon color de cabells més comú, després dels cabells negres. Varia del castany molt clar, que en realitat és un color clar força evident fins a arribar a tons grocs; fins al color castany molt fosc, aquest darrer ha estat definit per algunes empreses de cosmètica capil·lar com a cabells bruns.
Està caracteritzat per tenir alts nivells del pigment fosc eumelanina i baixos nivells del pigment pàl·lid faeomelanina. Els cabells castanys són comuns en el centre i el sud d'Europa, en l'oest d'Àsia, el nord d'Àfrica i Oceania. A causa de l'emigració europea des del segle XVI fins al segle xx, els pobles amb cabells castanys poden ser també trobats al voltant de països i continents com Amèrica del Nord, Sud-amèrica, Austràlia, Nova Zelanda, Sud-àfrica, Sibèria, etc.

## Varietats del cabell castany
Els cabells castanys posseeixen una àmplia varietat de tons; del més fosc (gairebé negre) al més clar (gairebé ros), i amb alguns colors diferents de rerefons. Els tons de cabells castanys inclouen:
- Castany fosc: També pot ser descrit com a color negre, brillant o nit.
- Castany cendra: El castany cendra és un marró mitjà, que a la llum pot veure's mes clar però que generalment manté un to uniforme.
- Castany clar: Els cabells castanys clars naturals solen tenir cabells rossos i reflexos daurats.
- Castany rogenc: Sol tenir colors vermells o vermellosos daurats. Els cabells rogencs estan naturalment entre els colors clars a semi-castanys clars.

## Numeració del color castany
- Castany fosc: 3
- Castany mitjà: 4
- Castany clar: 5